# خیاره، ادلب
خیاره (به عربی: خیارة) یک روستا در سوریه است که در ناحیه سنجار واقع شده‌است. خیاره ۶۷۳ نفر جمعیت دارد.